# Ian Davies
Ian Frederick Davies (Launceston, 29 gennaio 1956 – Hobart, 7 novembre 2013) è stato un cestista australiano.

## Carriera
Con l'Australia ha disputato due Olimpiadi (1980, 1984) e due Campionati del mondo (1982, 1986).